# Dos anys de vacances (pel·lícula de 1982)
Dos anys de vacances (十五少年漂流記, Jūgo shōnen hyōryūki) és un especial de televisió d'anime produït l'any 1982 per Toei Animation dirigit per Masayuki Akehi i inspirat en la novel·la Dos anys de vacances de l'escriptor francès Jules Verne, publicada l'any 1888. Es va estrenar al Japó el 22 d'agost de 1982 a Fuji TV, al contenidor Nissei Family Special.
A Catalunya es va estrenar per TV3 l'11 de setembre de 1985, reemetent-se posteriorment en diverses ocasions.

## Argument
Quinze joves estudiants es preparen per passar unes setmanes de vacances, però el seu vaixell, amarrat a Auckland (Nova Zelanda) perd misteriosament els amarraments i quan surt al mar, és colpejat per una tempesta i resta a mercè de l'oceà sense ningú capaç de controlar-lo. Després d'uns dies de deriva, el vaixell aterra en una illa aparentment deserta enmig de l'oceà Pacífic, on els nois romandran més de 20 mesos i hauran d'organitzar-se per sobreviure.
Els nois miren de reagrupar-se i millorar les seves vides a l'illa, però les rivalitats entre ells, fomentades principalment per les diferents nacionalitats, es fan sentir cada cop més, provocant que els nois es divideixin en dues colles enfrontades, que després es veuran obligades a unir-se i recuperar la seva cohesió per fer front a una amenaça externa sobtada.

## Doblatge
| Personatge | Japonès            | Català               |
| ---------- | ------------------ | -------------------- |
| Gordon     | Katsuhiro Nanba    | Pep Anton Muñoz      |
| Doniphan   | Daishi Matsunaga   | Doniphan             |
| Kate       | Kyoko Inomata      | Luisita Soler        |
| Dole       |                    | Núria Domènech       |
| Service    |                    | Glòria Roig          |
| Webb       |                    | Maria Moscardó       |
| Costa      |                    | Albert Trifol        |
| Cross      | Takahiro Saitō     | Toni Sevilla         |
| Baxter     | Kazutaka Nishikawa | Aurora García        |
| Garnett    |                    | Glòria Roig          |
| Wilcox     |                    | José Luis Mediavilla |
| Rock       |                    | Carles Canut         |

## Banda sonora
La cançó final es titula Love Me Island (ラブ・ミー・アイランド, Rabu mī airando) i és cantada per Yoshiko Hidaka i Kōrogi '73. La lletra és de Toshio Oka, la música de Koichi Morita i l'arranjament de Masahisa Takeichi (amb el pseudònim d'Ichihisashi).